# Säynäjäjärvi (Korpilombolo socken, Norrbotten)
Säynäjäjärvi är en sjö i Pajala kommun i Norrbotten och ingår i Kalixälvens huvudavrinningsområde. Sjön har en area på 0,154 kvadratkilometer och ligger 171 meter över havet. Sjön avvattnas av vattendraget Jierijärvijoki (Pahaoja).

## Delavrinningsområde
Säynäjäjärvi ingår i det delavrinningsområde (744452-181585) som SMHI kallar för Inloppet i Jierijärvi. Medelhöjden är 187 meter över havet och ytan är 18,28 kvadratkilometer. Det finns inga avrinningsområden uppströms utan avrinningsområdet är högsta punkten. Jierijärvijoki (Pahaoja) som avvattnar avrinningsområdet har biflödesordning 4, vilket innebär att vattnet flödar genom totalt 4 vattendrag innan det når havet efter 166 kilometer. Avrinningsområdet består mestadels av skog (60 procent) och sankmarker (35 procent). Avrinningsområdet har 0,23 kvadratkilometer vattenytor vilket ger det en sjöprocent på 1,3 procent.